# Campo de hielo

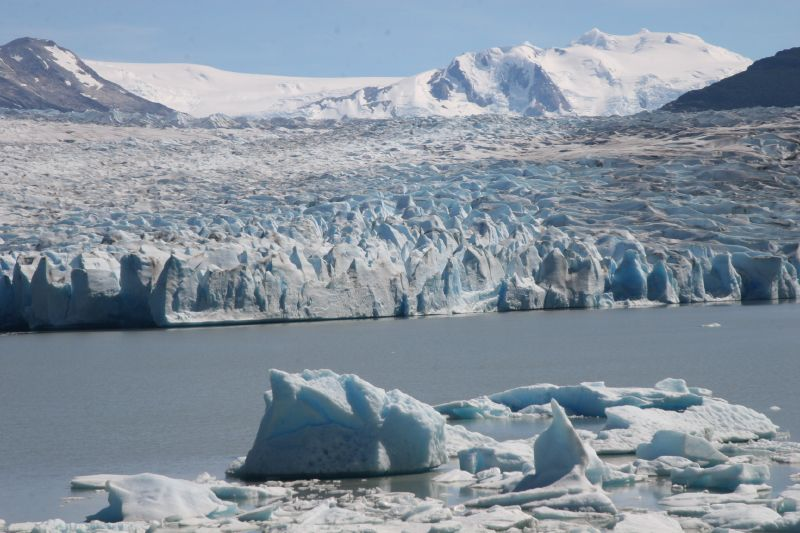
El glaciar Grey, uno de los que componen el campo de hielo Patagónico Sur, formación compartida por la Argentina y Chile.

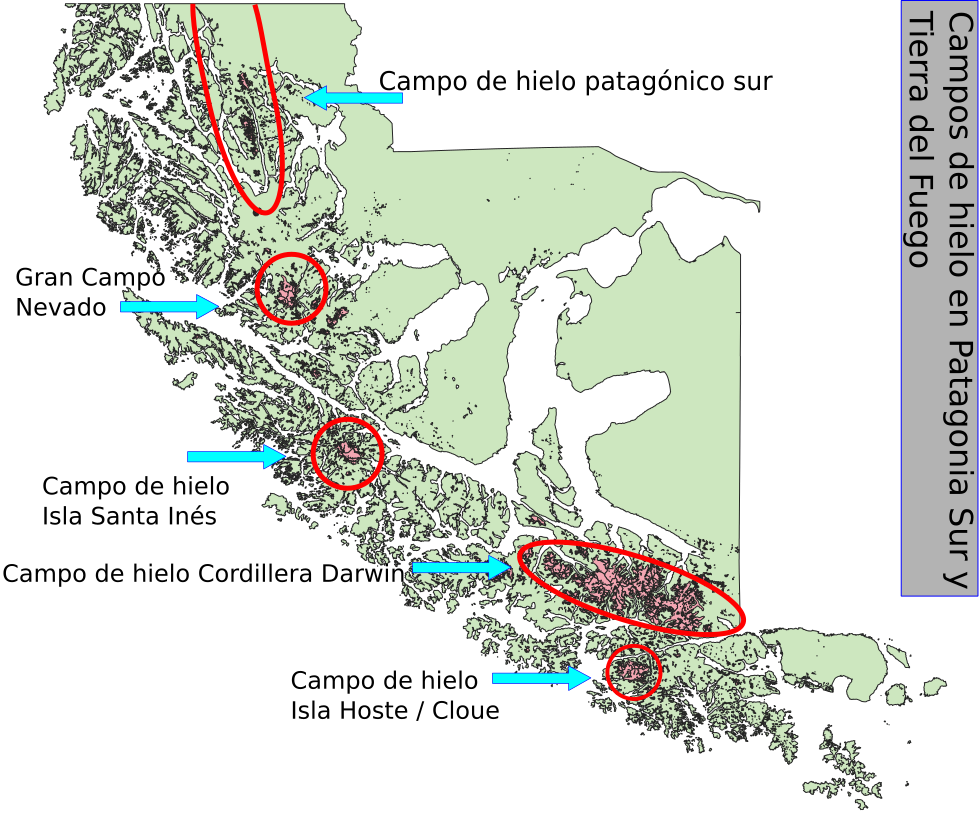
Campos de hielo en Patagonia Sur y Tierra del Fuego.

Campos de hielo o capa de hielo es el nombre que reciben diversas masas de hielos continentales. Los campos de hielo son extensas áreas mesetosas rocosas cubiertas por un manto de hielo, cuyos márgenes forman glaciares y ventisqueros, que desembocan, a través de canales y fiordos, a algún lago o al mar. Los campos de hielos se ubican principalmente en las zonas polares y patagónicas y cubren diversos accidentes geográficos, como lagos o enormes cordones montañosos.
Los geógrafos hablan de «campos de hielo» cuando la extensión cubierta por hielos y nieves es inferior a 50 000 km², y se tratarán de indlandsis (o «hielo continental» propiamente dicho), cuando las cubiertas glaciares son superiores a un millón de km². Para la década del 2020 aún persisten dos indlandsis: el indlandsis de la Antártida y el indlandsis de Groenlandia.
Según estudios paleogeográficos y glaciológicos, los campos de hielo serían restos de áreas englaciadas de mucho mayor tamaño formadas durante la última glaciación. Estos campos de hielo son las principales reservas de agua potable del mundo, por lo que tienen un gran valor estratégico.
El drenaje de los campos de hielo considera la existencia de glaciares emisarios, los cuales se originan desde el interior de grandes masas de hielo (campos de hielo o hielos continentales), adoptando la forma de corrientes de hielo. Un ejemplo interesante en este sentido es el glaciar Humboldt, en el noroeste de Groenlandia. Los lechos glaciares por los cuales fluyen estos glaciares emisarios son depresiones de la superficie del sistema mayor que los alberga. Su cuenca de alimentación puede ser identificada por la presencia de grietas transversales. El geólogo Juan Brüggen Messtorff consideraba a los glaciares emisarios como glaciares marginales, pertenecientes a la zona de ablación de un sistema, que involucra la existencia de un campo de hielo correspondiente a la zona de acumulación o alimentación. La función principal de estos glaciares marginales es entregar el exceso de hielo a canales en forma de témpanos, es decir, descargar el hielo desde zonas centrales (o grandes acumulaciones) a zonas periféricas.

## Campos de hielos destacados
Casi toda la Antártida es un inmenso campo de hielo, aunque por las superficies continentales que allí cubren, en su caso se emplea el término Indlandsis, calota o capa de hielo o casquete polar. También se usa el término Indlandsis para Groenlandia   Fuera de ellos, los principales campos de hielos son (se cuentan cuerpos de hielo con extensión superior a 100 km²):

### Hemisferio Sur
En América
- - Campo de Hielo Patagónico Norte (Región Aysén del General Carlos Ibáñez del Campo, Chile), con 4200 km².
  - Campo de Hielo Patagónico Sur (Argentina y Chile) La mayor extensión de hielo en el Hemisferio sur fuera de la Antártida con 16 800 km² (aproximadamente 2600 km² en Argentina y cerca de 14200 km² en Chile).
  - Campo de Hielo de la Cordillera Darwin (Región de Magallanes y de la Antártica Chilena, Chile) con 2300 km².
  - Gran Campo Nevado (Región de Magallanes y de la Antártica Chilena, Chile), con 200 km².
  - Campo de hielo Cloue
  - Campo de hielo Isla Santa Inés

En Oceanía
- - Glaciar Tasman (Canterbury, Isla Sur, Nueva Zelanda) La extensión de hielo más grande de Oceanía y más cercana del nivel del mar con 101 km².

En islas subantárticas
- - Capa de Hielo Cordillera de San Telmo ( Isla San Pedro (Georgia del Sur), Islas Georgias del Sur y Sandwich del Sur, Reino Unido) con 2046,4 km². (enlace roto disponible en Internet Archive; véase el historial, la primera versión y la última).
  - Capa de Hielo Cook (Isla Grande Terre, Islas Kerguelen,Tierras Australes y Antárticas Francesas, Francia ) con 400 km².
  - Capa de Hielo Isla Heard ( Isla Heard, Islas Heard y McDonald, Australia) con 294,4 km².

### Hemisferio Norte
En América

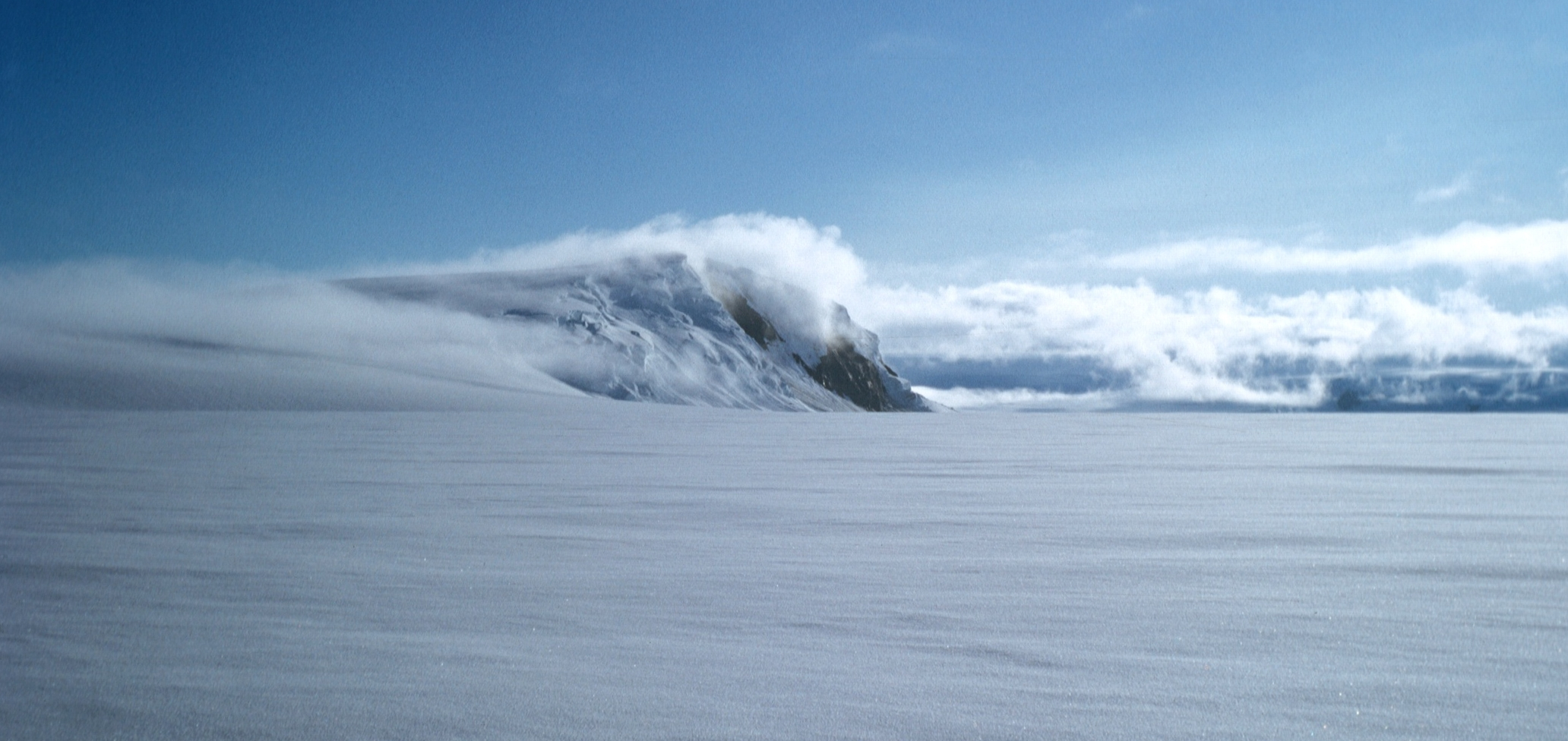
Lago Grímsvötn en el glaciar Vatnajökull, Islandia.

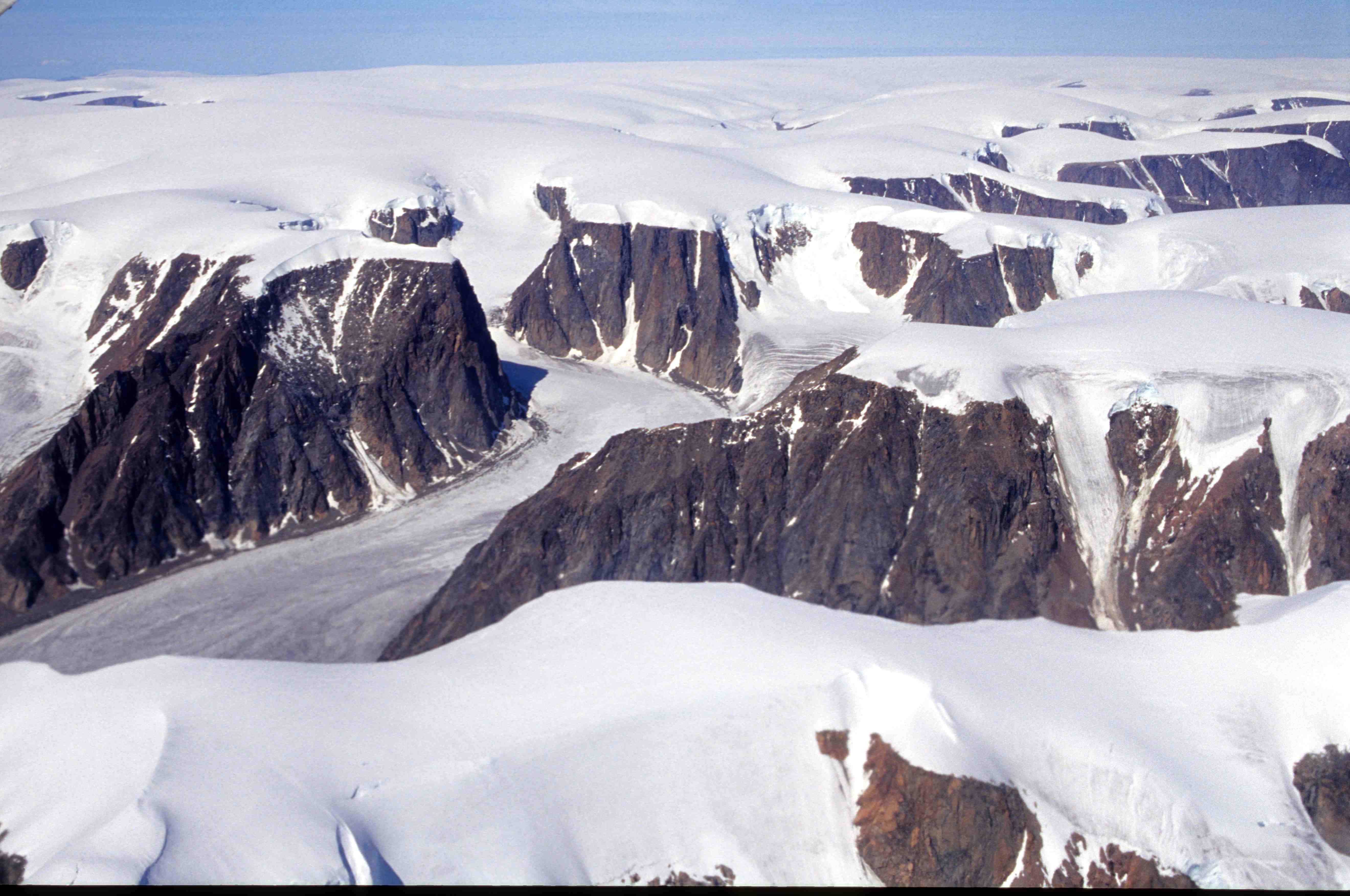
Capa de Hielo Penny en la Isla de Baffin, Canadá.

- Campo de Hielo Stikine (Canadá y Estados Unidos) La mayor extensión de hielo individual del Casquete polar ártico (Banquisa del Océano Ártico más Capa de hielo de Groenlandia) en el Hemisferio Norte con 21 876 km².
- Capa de Hielo Agassiz (Isla de Ellesmere, Nunavut, Canadá) con 21 000 km².
- Campo de Hielo Penny ( isla de Baffin, Nunavut, Canadá) con 6000 km².
- Campo de Hielo Hans Tausen (Tierra de Peary, Groenlandia, Dinamarca) con 4000 km².
- Campo de hielo Juneau (Alaska, Estados Unidos) con 3900 km².
- Capa de Hielo Maniitsoq (Qeqqata,  Groenlandia, Dinamarca) con 1600 km².
- Glaciar Malaspina (Alaska, Estados Unidos) el glaciar de piedemonte más grande del mundo con 3900 km².
- Campo de Hielo Harding (Alaska, Estados Unidos) con 483 km².
- Campo de Hielo Columbia (Alberta y Columbia Británica, Canadá) con 325 km².

En Asia
- Glaciar Baltoro (Gilgit-Baltistán, Baltistán, Pakistán) la mayor superficie glaciar de alta montaña del mundo fuera de las regiones polares y de la Cordillera del Karakórum con 754 km².
- Glaciar Fedchenko (Gorno-Badakhshan, Tayikistán) con 700 km².
- Glaciar de Zemu (Sikkim, India) con 116,8 km².

En Europa
- Capa de hielo de la Isla Severny (Nueva Zembla, Óblast de Arjangelsk, Rusia) mayor campo de hielo en Europa con 20 500 km².
- Austfonna (Nordaustlandet, Svalbard, Noruega), con 8120 km².
- Vatnajökull, (Austurland, Nordurland Eystra y Sudurland, Islandia), con 8100 km².
- Glaciar Academia de Ciencias (Tierra de Francisco José, Óblast de Arjangelsk, Rusia) con 5570 km².
- Tierra de Olav V (Spitsbergen, Svalbard, Noruega) con 4150 km².
- Glaciar Karpinski (Tierra de Francisco José, Óblast de Arjangelsk, Rusia) con 2800 km².
- Vestfonna (Nordaustlandet, Svalbard, Noruega) con 2455 km².
- Edgeøyjøkulen, (Edgeøya, Svalbard, Noruega) con 2102 km².
- Holtedahlfonna (Spitsbergen, Svalbard, Noruega) con 1375 km².
- Åsgårdfonna (Spitsbergen, Svalbard, Noruega) con 1250 km².
- Hinlopenbreen (Spitsbergen, Svalbard, Noruega) con 1250 km².
- Negribreen (Spitsbergen, Svalbard, Noruega) con 1180 km².
- Langjökull (Vesturland y Suðurland, Islandia) con 953 km².
- Hofsjökull (Norðurland Vestra y Suðurland, Islandia) con  925 km².
- Kvitøyjøkulen (Kvitøya, Svalbard, Noruega) con 705 km².
- Kronebreen (Spitsbergen, Svalbard, Noruega) con 700 km².
- Mýrdalsjökull (Suðurland, Islandia) con 596 km².
- Glaciar Jostedal (el mayor de Europa continental,en la zona de los grandes fiordos) Noruega, con 487 km². Tiene 600 m de espesor y 60 km de longitud. Visible en fotos satélite.
- Svartisen (Nordland, Noruega) con 369 km².
- Folgefonna (Vestlandet, Hordaland, Noruega) con 207 km².
- Drangajökull (Vestfirðir, Islandia) con 160 km².
- Beerenberg (Jan Mayen, Noruega) con 115 km².
- Aletsch (Valais, distrito de Goms, Suiza) la extensión de hielo más grande de alta montaña de los Alpes y Europa con 117,6 km².